# Burg Fürstenstein (Albungen)
Die Burg Fürstenstein ist eine Höhenburg bei rund 205 m ü. NN auf einer Erhebung rechts neben der Werra nahe dem Ortsteil Albungen der nordhessischen Kreisstadt Eschwege im Werra-Meißner-Kreis in Hessen.

## Geschichte
Die Burg wurde vermutlich im 13. Jahrhundert von den Grafen von Bilstein errichtet. Graf Otto II. von Bilstein († 1306), der letzte seines Hauses, verkaufte 1301 die bilsteinischen Lehen und danach auch seinen Allodialbesitz an Landgraf Heinrich I. von Hessen. Damit kam auch die Burg Fürstenstein an Hessen, wurde danach aber vielfach verpfändet.
Ab 1344 waren die Herren Diede, ursprünglich wohl Burgmannen auf der Boyneburg, an der Burg berechtigt. Ab 1596 und bis zu ihrem Aussterben in der männlichen Linie im Jahre 1807 waren sie alleinige Herren der Burg und Herrschaft und nannten sich Diede zum Fürstenstein.
Im Dezember 1807, nach dem Tod des letzten Freiherrn Diede zum Fürstenstein, zog König Jérôme von Westphalen Burg und Herrschaft Fürstenstein als erledigtes Lehen ein und gab beides seinem Günstling Pierre Alexandre le Camus, den er gleichzeitig zum Grafen von Fürstenstein erhob. Mit dem Ende des napoleonischen Königreichs Westphalen kam Fürstenstein wieder an Kurhessen.

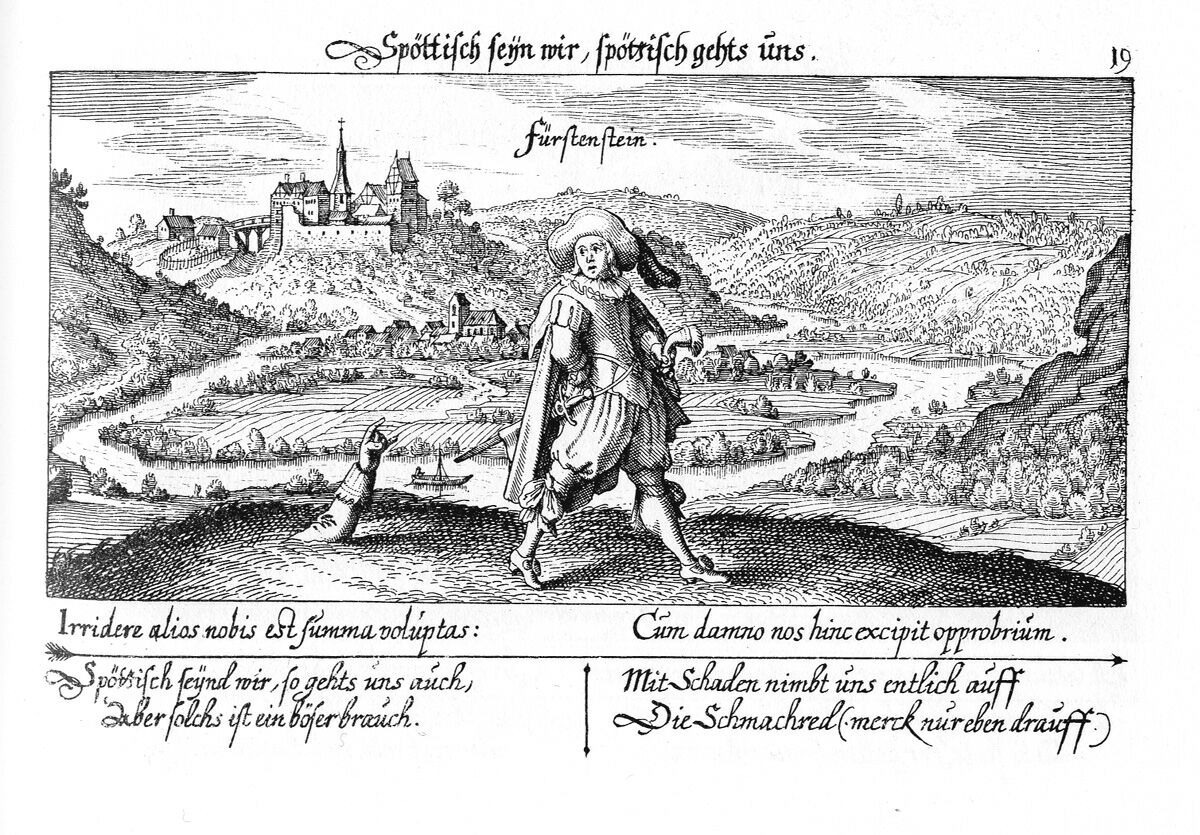
Burg Fürstenstein 1624 im Thesaurus philopoliticus

## Beschreibung
Die Hauptburg besteht aus einem spätgotischen rechteckigen Wohnturm von 8 × 13 m Grundfläche mit einer kleinen, um 1600 seitlich angebauten Kapelle. Drei Geschosse des Wohnturms sind aus Sandstein gemauert, das oberste ist in Fachwerk ausgeführt. Die Wehrmauer und Tore wurden teilweise abgebrochen oder verändert.
Die Burg befindet sich in Privatbesitz; eine Besichtigung ist nicht möglich.